# Emblema della Bielorussia
L'emblema della Bielorussia (in bielorusso Дзяржаўны герб Рэспублікі Беларусь; in russo Государственный герб Республики Беларусь) è stato adottato nella sua attuale forma nel 1995, in seguito ad un referendum che ha deciso la sostituzione della storica Pahonia.
Lo stemma è composto da due fasci di grano, avvolti in un nastro con i colori della bandiera della Bielorussia, che racchiudono una porzione di globo, sovrastato da un sole nascente, dalla sagoma dello Stato e da una stella rossa. Sotto il globo, il nastro riporta il nome della Repubblica bielorussa scritto in cirillico.
Il nuovo simbolo è ispirato a quello della Repubblica Socialista Sovietica Bielorussa, nella sua versione del 1956. Pochi infatti i cambiamenti: la falce e martello è stata sostituita dalla sagoma della Bielorussia, la stella rossa è più piccola ed il nastro rosso è stato sostituito da uno rosso e verde.

## Emblemi e stemmi storici

Sigillo di Narimunt Gediminovich, principe di Polotsk, 1330
Sigillo del principe di Pskov Alexander Mikhailovich, 1331
Sigillo del principe di Mstislav di Lugven Olgerdovich, 1395
Cavaliere sul sigillo del Granduca di Lituania Sigismund Keistutovich, 1432
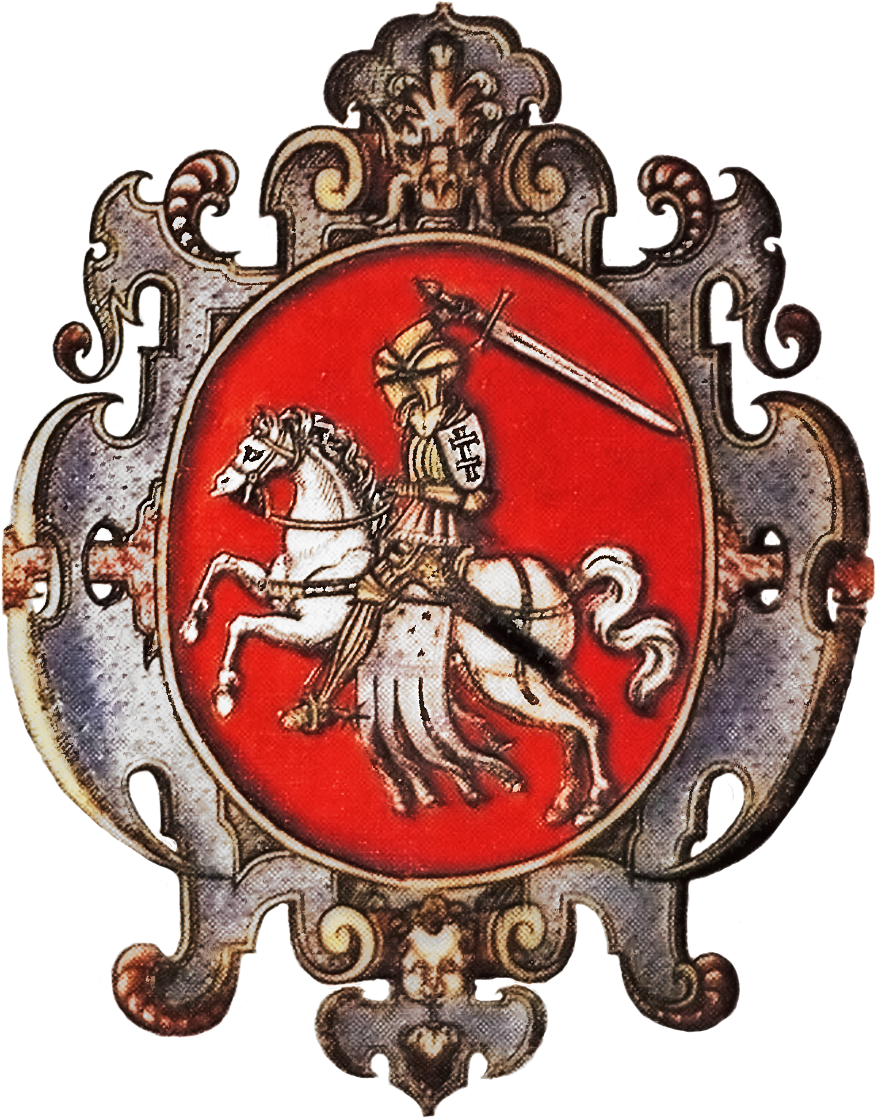
Granducato di Lituania (1574)
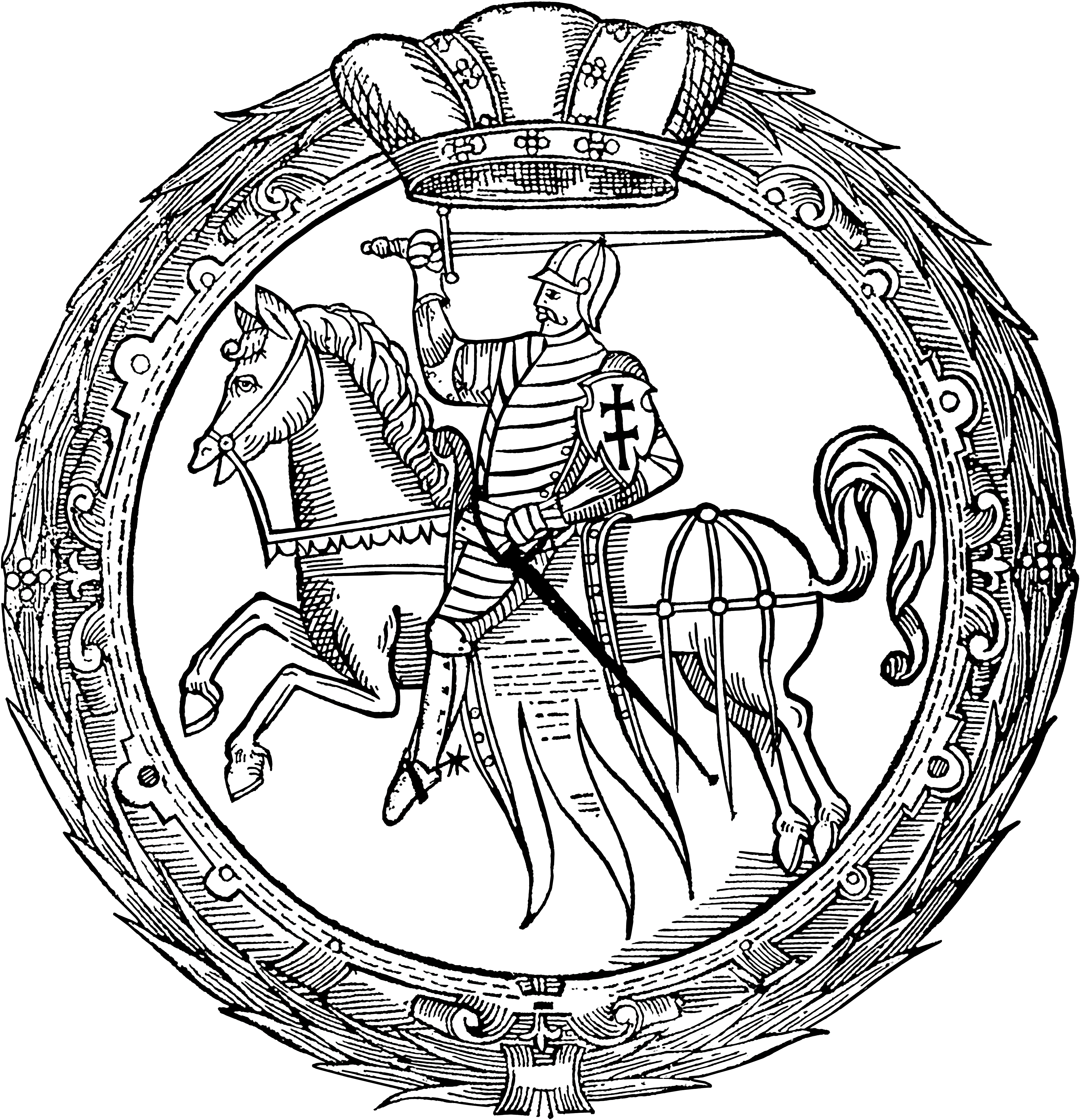
Granducato di Lituania (1588).
Confederazione polacco-lituana (fino al 1795).
Stemma della gubernija di Polack. (1781)
Stemma della gubernija di Vitebsk. (1856)
Bielorussia nell'Impero russo (1882).
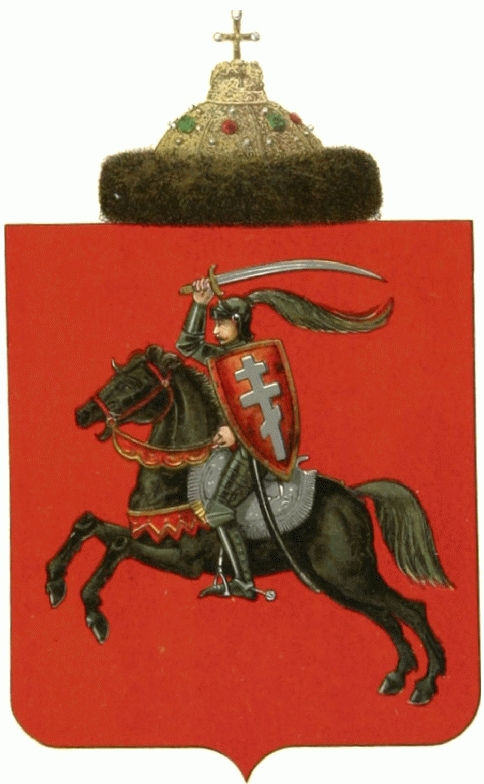
Stemma dei principi di Polack nell'Impero russo (1882)
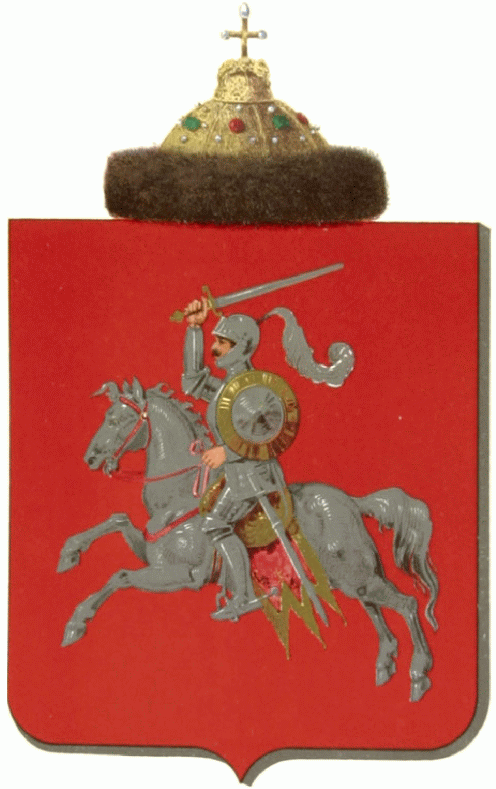
Stemma dei principi di Vicebsk nell'Impero russo (1882)
Repubblica Popolare Bielorussa (1918).
Repubblica Socialista Sovietica Bielorussa (1919-1927).
RSS Bielorussa (1927-1937).
Sigillo del Consiglio Centrale Bielorusso (1943)
RSS Bielorussa (1981-1991).
Repubblica di Bielorussia (1991-1995).
Repubblica di Bielorussia (1995-2020).